# Гута-Ходецька
Гута-Ходецька (пол. Huta Chodecka, нім. Hütten) — село в Польщі, у гміні Ходеч Влоцлавського повіту Куявсько-Поморського воєводства.
Населення — 105 осіб (2011).
У 1975-1998 роках село належало до Влоцлавського воєводства.

## Демографія
Демографічна структура станом на 31 березня 2011 року:
|          | Загалом | Допрацездатний вік | Працездатний вік | Постпрацездатний вік |
| -------- | ------- | ------------------ | ---------------- | -------------------- |
| Чоловіки | 59      | 17                 | 34               | 8                    |
| Жінки    | 46      | 5                  | 29               | 12                   |
| Разом    | 105     | 22                 | 63               | 20                   |